# Philippe Godeau
 (avril 2022).
Pour les articles homonymes, voir Godeau.
Philippe Godeau est un producteur, distributeur et réalisateur français. Il est un des dirigeants de la société Pan-Européenne, qui produit et distribue des films.

## Biographie
Philippe Godeau commence sa carrière dans la distribution, participant à la diffusion de films tels que Quatre Mariages et un enterrement de Mike Newell, Les Nuits fauves de Cyril Collard, Regarde les hommes tomber de Jacques Audiard, ou Usual Suspects de Bryan Singer.
En 1990, il fonde la société de production Pan-Européenne. Depuis, il a produit une quarantaine de films, parmi lesquels Le Garçu de Maurice Pialat, Le Huitième Jour et Mr Nobody de Jaco Van Dormael, Les Trois Frères : Le Retour des Inconnus ou encore Raoul Taburin de Pierre Godeau adapté du roman graphique de Sempé.  
En 2003, Nathalie Gastaldo, son épouse, rejoint Pan-Européenne en tant que productrice associée. Suivront les films Les Émotifs anonymes de Jean-Pierre Améris, Largo Winch 1, 2, 3 ou L'Odyssée de Jérôme Salle.
En 2022, Philippe Godeau relance son activité de distributeur en créant une nouvelle filiale, Pan Distribution, insérée dans le groupe Pan.
Il est le père du réalisateur Pierre Godeau.

## Filmographie

### Producteur
- 1992 : Patrick Dewaere de Marc Esposito
- 1992 : Une vie indépendante de Vitali Kanevski
- 1995 : Adultère (mode d'emploi) de Christine Pascal
- 1995 : Le Garçu de Maurice Pialat
- 1996 : Le Huitième Jour de Jaco Van Dormael
- 1999 : Mauvaises Fréquentations de Jean-Pierre Améris
- 2000 : Baise-moi de Virginie Despentes et Coralie Trinh Thi
- 2001 : C'est la vie de Jean-Pierre Améris
- 2001 : Change-moi ma vie de Liria Bégéja
- 2002 : Monique : toujours contente de Valérie Guignabodet
- 2004 : Chemins de traverse de Manuel Poirier
- 2004 : Mariages ! de Valérie Guignabodet
- 2004 : Poids léger de Jean-Pierre Améris
- 2004 : Les Sœurs fâchées d'Alexandra Leclère
- 2005 : Camping à la ferme de Jean-Pierre Sinapi
- 2006 : L'Homme de sa vie de Zabou Breitman
- 2006 : Mauvaise Foi de Roschdy Zem
- 2007 : Danse avec lui de Valérie Guignabodet
- 2007 : Le Prix à payer d'Alexandra Leclère
- 2007 : La Face cachée de Bernard Campan
- 2007 : Détrompez-vous de Bruno Dega et Jeanne Le Guillou
- 2008 : Largo Winch de Jérôme Salle
- 2008 : Magique de Philippe Muyl
- 2009 : Les Doigts croches de Ken Scott
- 2009 : Le Dernier pour la route de lui-même[3]
- 2009 : Oscar et la Dame rose d'Éric-Emmanuel Schmitt
- 2009 : Divorces de Valérie Guignabodet
- 2010 : Mr Nobody de Jaco Van Dormael
- 2010 : Les Émotifs anonymes de Jean-Pierre Améris
- 2010 : Largo Winch 2 de Jérôme Salle
- 2013 : 11.6 de lui-même[4],[5]
- 2013 : Juliette de Pierre Godeau
- 2014 : Les Trois Frères : Le Retour de Didier Bourdon et Bernard Campan
- 2015 : Sous X de Jean-Michel Correia
- 2015 : Une famille à louer de Jean-Pierre Améris
- 2015 : Le Grand Partage d' Alexandra Leclère
- 2016 : Éperdument de Pierre Godeau
- 2016 : L'Odyssée de Jérôme Salle
- 2017 : Garde alternée d' Alexandra Leclère
- 2019 : Raoul Taburin de Pierre Godeau
- 2019 : Yao de lui-même
- 2020 : Presque de Bernard Campan et Alexandre Jollien
- 2023 : Le Clan d'Éric Fraticelli
- 2023 : Inestimable d'Éric Fraticelli
- 2024 : Sous le vent des Marquises de Pierre Godeau
- 2025 : La Fille d'un grand amour d'Agnès de Sacy

### Coproducteur
- 1983 : La Palombière de Jean-Pierre Denis
- 1994 : Adultère, mode d'emploi de Christine Pascal
- 2017 : Telle mère, telle fille de Noémie Saglio

### Réalisateur
- 2009 : Le Dernier pour la route
- 2013 : 11.6[6]
- 2019 : Yao[7]

### Distributeur
- 1990 : La Discrète de Christian Vincent
- 1990 : Bouge pas, meurs, ressuscite de Vitali Kanevsky
- 1991 : L'Autre de Bernard Giraudeau
- 1991 : Toto le héros de Jaco Van Dormael
- 1991 : Paris s'éveille de Olivier Assayas
- 1992 : La Sentinelle de Arnaud Deplechin
- 1992 : Beau fixe de Christian Vincent
- 1992 : Patrick Dewaere de Marc Esposito
- 1992 : Bob Roberts de Tim Robbins
- 1992 : Une vie indépendante de Vitali Kanevski
- 1992 : Les Nuits fauves de Cyril Collard
- 1993 : Le Jeune Werther de Jacques Doillon
- 1993 : Hélas pour moi de Jean-Luc Godard
- 1993 : La Naissance de l'amour de Philippe Garrel
- 1993 : It's All True de Norman Foster
- 1994 : Before the Rain de Milcho Manchevski
- 1994 : Petits Arrangements avec les morts de Pascale Ferran
- 1994 : Les Roseaux sauvages de André Téchiné
- 1994 : Regarde les hommes tomber de Jacques Audiard
- 1994 : L'Eau froide de Olivier Assayas
- 1994 : Quatre mariages et un enterrement de Mike Newell
- 1995 : Haut bas fragile de Jacques Rivette
- 1995 : Oublie-moi de Noëmie lvovsky
- 1995 : Le Garçu de Maurice Pialat
- 1995 : Priscilla, folle du désert de Stephan Elliott
- 1995 : Usual Suspects de Bryan Singer
- 1996 : Le Huitième Jour de Jaco Van Dormael
- 1996 : Petits Meurtres entre amis de Danny Boyle
- 1999 : Mauvaises Fréquentations de Jean-Pierre Améris
- 2000 : Baise-moi de Virginie Despentes et Coralie Trinh Thi
- 2001 : Change-moi ma vie de Liria Bégéja
- 2001 : C'est la vie de Jean-Pierre Améris
- 2002 : Monique : toujours contente de Valérie Guignabodet
- 2002 : Se souvenir des belles choses de Zabou Breitman
- 2003 : Respiro d'Emanuele Crialese
- 2003 : Une adolescente de Eiji Okuda
- 2003 : Les Corps impatients de Xavier Giannoli
- 2003 : Travail d'Arabe de Christian Philibert
- 2003 : Ken Park de Larry Clark
- 2003 : Merci Docteur Rey  de Andrew Litvak[8]
- 2004 : Chemins de traverse de Manuel Poirier
- 2004 : Mariages ! de Valérie Guignabodet
- 2004 : Poids léger de Jean-Pierre Améris
- 2004 : Tout près du sol de Carole Laure[9]
- 2004 : Les Sœurs fâchées de Alexandra Leclère
- 2004 : Pinocchio le robot de Daniel Robichaud
- 2004 : Trois extrêmes de Fruit Chan, Park Chan Wook et Takashi Miike
- 2004 : Nouvelle Cuisine de Fruit Chan
- 2004 : L'Autre Rive de David Gordon Green
- 2005 : La Rage du tigre (1971) de Chang Cheh (ressortie)
- 2005 : 9 Songs de Michael Winterbottom
- 2005 : Sin City de Robert Rodriguez et Frank Miller
- 2005 : Camping à la ferme de Jean-Pierre Sinapi
- 2005 : Le Territoire des morts de George A. Romero
- 2005 : Combien tu m'aimes ? de Bertrand Blier
- 2005 : La Saveur de la pastèque de Tsai Ming-Liang
- 2005 : Mary d'Abel Ferrara
- 2005 : Perhaps Love de Peter Ho-Sun Chan
- 2006 : L'Ivresse du pouvoir de Claude Chabrol
- 2006 : Comme t'y es belle ! de Lisa Azuelos
- 2006 : Vagues invisibles de Pen-Ek Ratanaruang
- 2006 : Meurtrières de Patrick Grandperret
- 2006 : Arrivederci amore, ciao de Michele Soavi
- 2006 : Président de Lionel Delplanque
- 2006 : L'Homme de sa vie de Zabou Breitman
- 2006 : Le Labyrinthe de Pan de Guillermo del Toro
- 2006 : Mauvaise Foi de Roschdy Zem
- 2006 : Mon meilleur ami de Patrice Leconte
- 2006 : Le Serpent d'Éric Barbier

- 2022 : Coupez! de Michel Hazanavicius
- 2023 : Les Gardiennes de la planète de Jean-Albert Lièvre
- 2023 : Bonne conduite de Jonathan Barré
- 2023 : Le Consentement de Vanessa Filho
- 2023 : Augure de Baloji
- 2023 : Ma France à moi de Benoît Cohen
- 2023 : Le Clan d'Éric Fraticelli
- 2023 : Inestimable d'Éric Fraticelli
- 2024 : Sous le vent des Marquises de Pierre Godeau
- 2024 : La Vie selon Ann de Joanna Arnow
- 2024 : Un p'tit truc en plus d'Artus
- 2024 : Largo Winch : Le Prix de l'argent d'Olivier Masset-Depasse
- 2024 : Fêlés de Christophe Duthuron
- 2024 : The Devil's bath de Veronika Franz et Severin Fiala
- 2024 : Marmaille de Grégory Lucily
- 2025 : La Fille d'un grand amour d'Agnès De Sacy
- 2025 : Queer de Luca Guadagnino
- 2025 : Diplodocus de Wojtek Wawszczyk
- 2025 : Indomptables de Thomas Ngijol
- 2025 : Ciudad sin sueño de Guillermo Galoe

## Distinctions
- 2008 : lauréat de la Fondation Gan pour le cinéma pour le film Le Dernier pour la route[10].